# Château Doisy-Dubroca

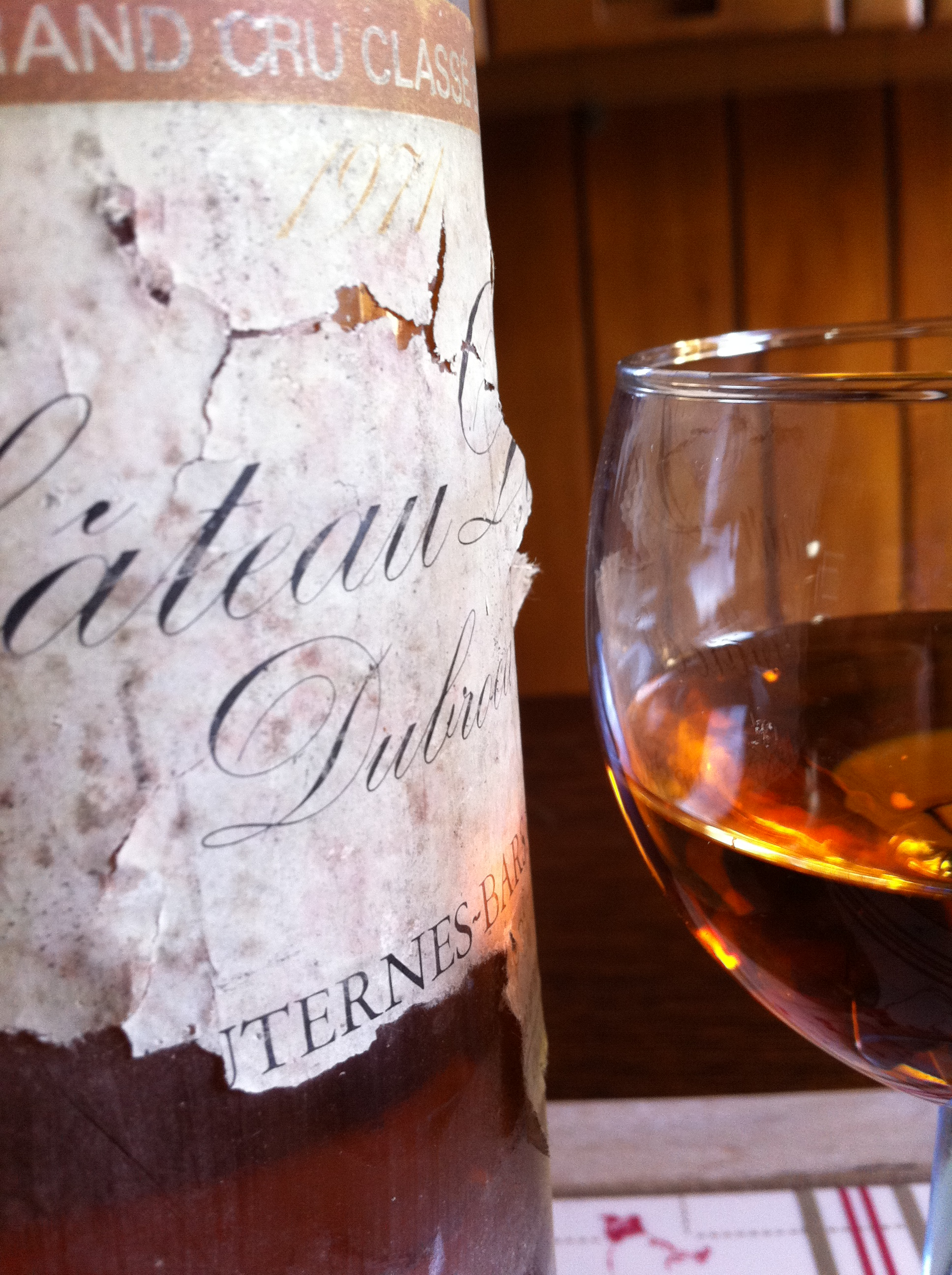
Avec l'âge, les vins tendent à madériser, comme pour ce Doisy-Dubroca 1971.

Le château Doisy-Dubroca est un domaine viticole situé à Barsac en Gironde. En AOC Barsac, il est classé deuxième grand cru dans la classification officielle des vins de Bordeaux de 1855.

## Histoire du domaine
Le domaine est d'abord acquis par Jean Védrines au XVIIIe siècle qui y développe un vignoble. La première mention du vignoble est faite en 1832 par André Jullien dans son ouvrage Topographie de tous les vignobles connus. Le domaine est ensuite divisé en trois : Doisy-Védrines, Doisy-Dubroca et Doisy Daëne.
Château Doisy-Dubroca est classé deuxième grand cru dans la classification de 1855.
En 2014, la famille Dubourdieu rachète le Château Doisy-Dubroca pour le ré-unifier au Château Doisy Daëne adjacent.